# Чай вдвоём
«Чай вдвоём» — российский дуэт композитора и певца Дениса Клявера, вместе с поэтом и певцом Станиславом Костюшкиным, существовавший с 1994 по 2012 годы. В декабре 2022 года участники коллектива объявили о воссоединении.

## История дуэта

### 1990-е
Денис Ильич Клявер, сын актёра и телеведущего Ильи Олейникова, и Станислав Михайлович Костюшкин, сын джазмена Михаила Костюшкина, познакомились в театре «Зазеркалье», где Стас Костюшкин работал актёром и пел, тогда они задумали создать группу.
Подсказал идею создания дуэта отец Дениса, Илья Олейников:

А вообще батя никогда ни на чём не настаивал, не вмешивался в мою жизнь, только если по конкретному поводу. Когда впервые увидел Стаса Костюшкина, послушал наши песни и вдруг сказал: «А почему бы вам дуэт не сделать?» Мне тогда было девятнадцать лет, я даже и не думал об этом, мы просто дурачились, что-то придумывали, играли. А вот отец подумал, подсказал.— Денис Клявер
Илья Олейников одолжил им $88 000, сначала 64, потом ещё 24.
В качестве вокального дуэта Костюшкин и Клявер дебютировали 20 декабря 1994 года в Ленинградском дворце молодёжи, на открытии филиала радиостанции «Европа Плюс». Стасу было 23 года, в то время он был студентом Санкт-Петербургской консерватории, Денису было 19 лет, он был студентом музыкального училища имени Мусоргского.
Группа принимала участие в разных музыкальных конкурсах. Названия у дуэта не было, но в 1995 году его потребовали придумать для участия в конкурсе композиторов имени Виктора Резникова. Стас и Денис планировали назвать свою группу «Пилоты», но режиссёр конкурса Александр Ревзин настоял на «Чай вдвоём». Дуэт позже принял участие в конкурсе «Ялта-Москва-Транзит», ведущими которого были Лолита Милявская и Александр Цекало; конкурс показывали на канале ОРТ, «Большое яблоко Нью-Йорка» и другие. Также «Чай вдвоём» выступала в питерских клубах.
Первым продюсером у группы был музыкант Сергей Курёхин, друг Михаила Костюшкина, первая песня называлась «Пилот».
Вскоре Михаил Шуфутинский пригласил коллектив с собой на гастроли, где дуэт зарабатывал свои первые деньги, которые были потрачены на съёмки дебютного видеоклипа. Но настоящим прорывом в творчестве группы стала совместная работа с Лаймой Вайкуле, сотрудничество с которой продолжалось в течение двух лет.

### 2000-е
С 2000 года песни группы начали крутить на радиостанциях.
В 2000 году основали арт-агентство «Чай вдвоём», которое занимается организацией и проведением праздников.
В 2008 году открылся «Чай Вдвоём production» — саунд-продюсерский центр, который занимался менеджментом исполнителей и созданием и записью песен. Например: Mary Club, сняли клип на песню «Сердце разбито».

### 2010-е
Уже в 2011 году Денис и Стас намеревались распустить дуэт, но официально группа распалась в 2012 году из-за отсутствия концертов и закрытия телепередачи «Городок», когда умер отец Дениса Клявера — Илья Олейников. Денис Клявер стал заниматься сольной карьерой, а Стас Костюшкин запустил новый проект «A-Dessa».

### 2020-е
13 декабря 2022 года Денис Клявер и Стас Костюшкин объявили о воссоединении группы в 2023 году. По словам Костюшкина, музыканты поняли, что им обоим захотелось выпустить совместные песни с другими артистами, но пришли к выводу, что лучше всего они прозвучат в дуэте друг с другом.
23 мая 2023 года они выпустили первый спустя 10 лет после распада (в 2012 году) совместный сингл «Нежная».

## Состав группы

### Солисты, авторы песен
- Денис Клявер (1994—2012, 2022 — наст. время) (музыка)
- Станислав Костюшкин (1994—2012, 2022 — наст. время) (стихи)

### Музыканты
- Гитара — Евгений Куликов
- Клавиши — Алексей Леонов
- Барабаны — Дмитрий Зайцев
- Бас-гитара — Кирилл Степурко
- Саксофон — Константин Лиховид
- Труба — Александр Косилов

### Другие
- Директор коллектива — Игорь Звягин
- Звукорежиссёр — Глеб Могилёв

## Дискография
| №   | Название                  | Длительность |
| --- | ------------------------- | ------------ |
| 1.  | «Посмотри в окно»         | 4:28         |
| 2.  | «Я не забуду»             | 4:44         |
| 3.  | «Я пойду»                 | 4:31         |
| 4.  | «Честно говоря»           | 3:45         |
| 5.  | «Гобоган 1»               | 3:36         |
| 6.  | «Черемуха»                | 3:57         |
| 7.  | «Мой папа джазмен»        | 4:57         |
| 8.  | «Ангел»                   | 3:37         |
| 9.  | «Колыбельная»             | 5:02         |
| 10. | «Тот, что женился на ней» | 3:47         |
| 11. | «Гобоган 2»               | 3:54         |
| 12. | «Кода»                    | 2:27         |

| №   | Название                | Длительность |
| --- | ----------------------- | ------------ |
| 1.  | «Попутчица»             | 4:04         |
| 2.  | «Камчатка»              | 4:01         |
| 3.  | «Её больше нет»         | 5:13         |
| 4.  | «Душка»                 | 3:32         |
| 5.  | «Я тебя не вижу»        | 4:00         |
| 6.  | «Не плачь»              | 3:41         |
| 7.  | «Считалка»              | 3:52         |
| 8.  | «Зимняя сказка»         | 3:46         |
| 9.  | «Девочка»               | 2:37         |
| 10. | «Волна»                 | 5:16         |
| 11. | «Мой голос не для тебя» | 5:05         |

| №   | Название                          | Длительность |
| --- | --------------------------------- | ------------ |
| 1.  | «Ради тебя»                       | 4:12         |
| 2.  | «Проходная»                       | 3:49         |
| 3.  | «Он тебе не нужен»                | 3:42         |
| 4.  | «Немного денса»                   | 3:46         |
| 5.  | «Мальчишка, которому даже 16 нет» | 4:09         |
| 6.  | «Всё хорошо»                      | 3:29         |
| 7.  | «Ты куда»                         | 3:54         |
| 8.  | «Дожди»                           | 4:21         |
| 9.  | «Не молчи»                        | 5:05         |
| 10. | «Он тебе не нужен (Remix)»        | 4:34         |

| №   | Название                              | Длительность |
| --- | ------------------------------------- | ------------ |
| 1.  | «Неродная»                            | 4:11         |
| 2.  | «Прощай рассвет»                      | 3:59         |
| 3.  | «Гори любовь»                         | 4:21         |
| 4.  | «Возвращайся»                         | 4:39         |
| 5.  | «Дай мне ответ»                       | 3:56         |
| 6.  | «Ты пойми»                            | 4:15         |
| 7.  | «Сто к одному»                        | 4:14         |
| 8.  | «Милый, постой» (feat. Лайма Вайкуле) | 3:37         |
| 9.  | «Камчатка (Remix)»                    | 3:58         |
| 10. | «Десять мыслей»                       | 2:58         |

| №   | Название                   | Длительность |
| --- | -------------------------- | ------------ |
| 1.  | «Ласковая моя»             | 3:57         |
| 2.  | «Моя»                      | 4:22         |
| 3.  | «Самба»                    | 4:02         |
| 4.  | «Жёлтые листья»            | 3:38         |
| 5.  | «Подожди»                  | 4:19         |
| 6.  | «Метель»                   | 3:47         |
| 7.  | «Попутчица»                | 4:01         |
| 8.  | «Летний дождь»             | 4:52         |
| 9.  | «Письмо»                   | 4:35         |
| 10. | «Если бы я был девчонкой»  | 3:29         |
| 11. | «Сынок»                    | 4:18         |
| 12. | «Ласковая моя (DJ Remix)»  | 5:04         |
| 13. | «Ласковая моя (ППК Remix)» | 8:45         |

| №   | Название                                                | Длительность |
| --- | ------------------------------------------------------- | ------------ |
| 1.  | «Ты не одна»                                            | 4:12         |
| 2.  | «Милая»                                                 | 4:20         |
| 3.  | «Желанная»                                              | 4:03         |
| 4.  | «День рождения»                                         | 3:46         |
| 5.  | «Любила не меня»                                        | 4:42         |
| 6.  | «Не первая любовь»                                      | 3:55         |
| 7.  | «Милый, постой» (feat. Лайма Вайкуле)                   | 3:59         |
| 8.  | «Сынок»                                                 | 4:22         |
| 9.  | «Белая ночь»                                            | 4:21         |
| 10. | «А ты всё ждёшь»                                        | 3:12         |
| 11. | «Я тебя не вижу (DJ Shuri & DJ Tisha Remix)»            | 3:52         |
| 12. | «Он не разлюбит»                                        | 4:19         |
| 13. | «Желанная (DJ Radius Remix)»                            | 3:49         |
| 14. | «День рождения (DJ Radius Remix)»                       | 4:28         |
| 15. | «День рождения (DJ Skydrimer Remix)»                    | 3:53         |
| 16. | «День рождения (DJ Skydrimer Brothers Hypnotize Remix)» | 6:33         |

| №   | Название           | Длительность |
| --- | ------------------ | ------------ |
| 1.  | «Ласковая моя»     | 3:57         |
| 2.  | «День рождения»    | 3:46         |
| 3.  | «Он тебе не нужен» | 3:42         |
| 4.  | «Моя»              | 4:23         |
| 5.  | «Жёлтые листья»    | 3:38         |
| 6.  | «Я пойду»          | 4:29         |
| 7.  | «Желанная»         | 4:04         |
| 8.  | «Летний дождь»     | 4:53         |
| 9.  | «Всё хорошо»       | 3:29         |
| 10. | «Девочка»          | 2:35         |
| 11. | «Её больше нет»    | 5:11         |
| 12. | «Любила не меня»   | 4:42         |
| 13. | «Милая»            | 4:21         |
| 14. | «Метель»           | 3:48         |
| 15. | «Письмо»           | 5:04         |
| 16. | «Ты пойми»         | 4:15         |
| 17. | «Мой папа джазмен» | 4:53         |
| 18. | «Зимняя сказка»    | 3:45         |

| №   | Название                      | Длительность |
| --- | ----------------------------- | ------------ |
| 1.  | «А ты всё ждёшь»              | 3:13         |
| 2.  | «Камчатка»                    | 4:00         |
| 3.  | «Не родная»                   | 4:11         |
| 4.  | «Белая ночь»                  | 4:22         |
| 5.  | «Сынок»                       | 4:19         |
| 6.  | «Он не разлюбит»              | 4:19         |
| 7.  | «Если был бы я девчонкой»     | 3:29         |
| 8.  | «Душка» (feat. Лайма Вайкуле) | 3:31         |
| 9.  | «Ради тебя»                   | 4:13         |
| 10. | «Дожди»                       | 4:20         |
| 11. | «Проходная»                   | 3:49         |
| 12. | «Прощай, рассвет»             | 3:59         |
| 13. | «Дай мне ответ»               | 3:56         |
| 14. | «Попутчица»                   | 4:03         |
| 15. | «Мальчишка»                   | 4:10         |

| №   | Название              | Длительность |
| --- | --------------------- | ------------ |
| 1.  | «Прости...»           | 3:56         |
| 2.  | «Москва С.Н.В.»       | 3:35         |
| 3.  | «Письма»              | 4:04         |
| 4.  | «Заколдованный круг»  | 3:15         |
| 5.  | «Падали звёзды»       | 3:59         |
| 6.  | «Новогодний поцелуй»  | 3:51         |
| 7.  | «Ты не одна»          | 4:12         |
| 8.  | «Отбой»               | 4:31         |
| 9.  | «Заберу тебя с собой» | 4:30         |
| 10. | «24 часа»             | 4:21         |
| 11. | «На небе облака»      | 4:35         |
| 12. | «Я и ты»              | 3:56         |

| №   | Название              | Длительность |
| --- | --------------------- | ------------ |
| 1.  | «Я гляжу ей вслед»    | 2:44         |
| 2.  | «Мы бандито»          | 2:17         |
| 3.  | «Макароны»            | 2:52         |
| 4.  | «Тук тук тук»         | 2:42         |
| 5.  | «Ты погоди, не спеши» | 3:23         |
| 6.  | «Два весёлых гуся»    | 4:20         |
| 7.  | «Брестская улица»     | 3:18         |
| 8.  | «Возвращайся»         | 3:58         |
| 9.  | «Скалолазка»          | 3:12         |
| 10. | «Город»               | 4:00         |
| 11. | «Бомбардировщики»     | 3:16         |
| 12. | «Золото»              | 3:19         |
| 13. | «Я хочу тебя видеть»  | 4:00         |
| 14. | «Весь век мы поём»    | 3:50         |
| 15. | «Пингвины»            | 2:18         |

| №   | Название                                      | Длительность |
| --- | --------------------------------------------- | ------------ |
| 1.  | «Время вода»                                  | 4:07         |
| 2.  | «Господин Президент»                          | 4:27         |
| 3.  | «Просто друг»                                 | 4:02         |
| 4.  | «Белое платье»                                | 4:13         |
| 5.  | «Посмотри мне в глаза» (feat. Юлия Ковальчук) | 4:10         |
| 6.  | «Улетай»                                      | 4:17         |
| 7.  | «Слёзы любви»                                 | 4:09         |
| 8.  | «Виниловое сердце»                            | 3:50         |
| 9.  | «Обними меня» (feat. Ольга Полякова)          | 3:29         |
| 10. | «Вместе с тобой»                              | 4:33         |
| 11. | «5-й элемент»                                 | 3:59         |
| 12. | «Новогодний поцелуй (Remix)»                  | 3:32         |
| 13. | «Алые паруса» (feat. 3XL PRO)                 | 4:03         |

## Видеоклипы
- 1996 — Я не забуду[15]
- 1997 — Попутчица
- 1999 — Ради тебя[16]
- 1999 — Проходная
- 2000 — Прощай рассвет[17]
- 2000 — Десять мыслей[18]
- 2001 — Ласковая моя[19]
- 2002 — Метель[20]
- 2003 — Желанная[21]
- 2004 — День рождения[22]
- 2005 — Ты не одна[23]
- 2006 — Новогодний поцелуй[24]
- 2006 — Прости[25]
- 2007 — Обними меня (совм. с Оля Полякова)[26]
- 2008 — Вместе с тобой[27]
- 2009 — Просто друг[28]
- 2009 — Слёзы любви[29]
- 2010 — Белое платье[30]
- 2011 — Господин президент[31]
- 2012 — Время-вода[32]

## Награды и номинации
- 1994 — Третье место на конкурсе композиторов Виктора Резникова
- 1995 — Первое место на конкурсе молодых исполнителей «Ялта-Москва Транзит»[33]
- 1995 — Первое место на конкурсе российских исполнителей «Большое яблоко Нью-Йорка»[33]
- 2001 — «Золотой граммофон» за песню «Ласковая моя»[34]
- 2003 — «Золотой граммофон» за песню «Желанная»[35]
- 2005 — «Золотой граммофон» за песню «День рождения»[36]
- 2010 — «Золотой граммофон» за песню «Белое платье»[37]
- 2023 — Премия RU.TV в номинации «Воссоединение года» за песню «Нежная»[38]